# Mycalesis prasias
Mycalesis prasias är en fjärilsart som beskrevs av Hans Fruhstorfer 1911. Mycalesis prasias ingår i släktet Mycalesis och familjen praktfjärilar. Inga underarter finns listade i Catalogue of Life.